# Przemianka tarninówka
Przemianka tarninówka (Orsodacne cerasi) – gatunek chrząszcza z rodziny Orsodacnidae.

## Morfologia
Chrząszcz o smukłym, niemal nagim z wierzchu ciele długości od 4,5 do 8 mm. Ma bardzo zmienne ubarwienie. Kolor tła może być od ochrowego przez żółty po czerwonobrunatny. Występować może na nim czarny lub granatowy wzór o różnym zasięgu – obejmować może plamę na przedpleczu, całą tarczkę, smugi przy szwach i po bokach pokryw, wierzchołki tychże, a nawet rozlewać się na całe ciało, pozostawiając brunatnymi tylko czułki i odnóża. Czułki charakteryzują się członem trzecim wyraźnie dłuższym od poprzedniego. Przedplecze jest prawie tak długie jak szerokie, z wierzchu niezbyt gęsto punktowane; jego boki są na przedzie zaokrąglone, a ku tyłowi zwężają się. Punktowanie pokryw jest bezładne i niezbyt gęste, a ich listewki przyszwowe zauważalne są jedynie w części wierzchołkowej. Odnóża wieńczą pazurki z dużym i ostrym zębem po wewnętrznej stronie. Samiec ma szczyt prącia odgięty ku górze.

## Biologia i ekologia
Osobniki dorosłe przemianki tarninówki można znaleźć w lasach i na ich skrajach, w zaroślach, na polanach i przydrożach. Są aktywne od kwietnia do sierpnia. Żerują na kwiatach różnych roślin, preferując te o białej barwie. Odnotowano ich żerowanie m.in. na barszczu zwyczajnym, głogach, jarzębinie, kalinach, kozłkach, ligustrach, parzydle leśnym, pietruszkach, śliwie tarninie, śliwie domowej, tawułach, wiązówkach. Larwy są fitofagami.

## Rozprzestrzenienie
Owad palearktyczny. Zamieszkuje środkową i wschodnią Europę od południowej części Półwyspu Fennoskandzkiego na północy (nie dociera do koła podbiegunowego) po Bałkany na południu. Poza Europą znany jest z zachodniej części Syberii, gdzie sięga do doliny Jeniseju.